# Épisodes de Skunk Fu!
Cet article présente les 26 épisodes (52 segments) de la série d'animation Skunk Fu!.

## Épisodes 01/02: L'Art de la Main Céleste / L'Art du Kung Fruit
- Réalisé par : Frederick Stroppel, Mark Warner, Olivier Poirette
- Basé sur l'idée originale de : Diane A Crea
- Date : 29 juin 2007 (Australie), 1er janvier 2007 (Canada), 11 janvier 2008 (Royaume-Uni)
- L'Art de la Main Céleste  - Skunk espionne Panda en train de réaliser la Main Céleste, un mouvement de kung fu qui paralyse l'adversaire. Bien sûr, Skunk utilise cette prise pour faire des blagues dans toute la Vallée. Mais la plaisanterie tourne court quand les Singes Ninjas espionnent Skunk en train d'apprendre ce mouvement à Lapin.
- L'Art du Kung Fruit  -Profitant d'une pause durant son entraînement avec Panda, Skunk part à la Colline des Lunes pour trouver les prunes préférées de son maître et ainsi être dispensé d'entraînement. Renarde, Lapin et Tigre l'accompagnent dans son voyage.

## Épisodes 03/04: L'Art de la Tromperie / L'Art de voir l'invisible
- Réalisé par : Mike Reagan, Mark Warner
- Basé sur l'idée originale de : Diane A Crea
- Date : 5 juillet 2007 (Australie), 5 janvier 2007 (Canada), 12 janvier 2008 (Royaume-Uni)

- L'Art de la Tromperie - Skunk se lie d'amitié avec un Singe Ninja expulsé de l'armée de Babouin. Mais Panda pense que ce singe est un espion...
- L'Art de voir l'invisible  - Les Singes Ninjas attaquent la Vallée grâce à une formule qui les rend invisibles aux yeux de tous ... sauf de Bœuf. Quand il sauve la Vallée, Bœuf devient un héros mais perd son pouvoir...

## Épisodes 05/06: L'Art de l'Hospitalité / L'Art de creuser un tunnel
- Réalisé par : Frederick Stroppel
- Basé sur l'idée originale de : Olivier Poirette
- Date : 10 juillet 2007 (Australie), 10 janvier 2007 (Canada), 14 janvier 2008 (Royaume-Uni)

- L'Art de l'Hospitalité  - Les Singes Ninjas ont envahi le terrier de Lapin, Skunk l'invite à rester avec lui et Panda. Mais c'est un hôte insupportable.
- L'Art de creuser un tunnel  - Creuser un tunnel jusqu'à la grotte de Dragon (avec l'aide de Lapin) semblait être une partie de plaisir pour Skunk. Cependant, il se rend vite compte de son erreur car Lapin est très autoritaire.

## Épisodes 07/08: L'Art du Lavage de Cerveau / L'Art de trouver la truffe
- Réalisé par : Tapaas Chakravarti
- Basé sur l'idée originale de : Olivier Poirette
- Date : 12 juillet 2007 (Australie), 12 janvier 2007 (Canada), 15 janvier 2008 (Royaume-Uni)

- L'Art du lavage de cerveau  - Cochon est tombé entre les mains des Singes Nijas mais frappé d'amnésie, il pense être l'un des leurs. Skunk, Lapin et Bestiole partent le libérer.
- L'Art de trouver la truffe  - C'est la saison des truffes et Cochon devient sauvage et incontrôlable. Mais Dragon veut ses truffes qui lui permettront de faire une lotion pour calmer ses brûlures et sortir de sa montagne. Skunk et Lapin partent surveiller Cochon.

## Épisodes 09/10: L'Art d'être un caillou / L'Art du lancer de singes
- Réalisé par : Frederick Stroppel
- Basé sur l'idée originale de : Bob Boyle
- Date : 13 juillet 2007 (Australie), 13 janvier 2007 (Canada)

- L'Art d'être un caillou  - Afin de calmer Skunk et pour qu'il puisse dormir, Panda entraîne ce dernier dans une technique de transfert de son chi dans un caillou. Mais les Singes Ninjas volent celui-ci. Skunk se lance à leur poursuite avec Tigre pour récupérer le chi de son maître.
- L'Art du lancer de singes  - Alors que la plupart des habitants de la Vallée sont partis, les Singes Ninjas attaquent en se faisant catapulter. C'est à Skunk, Bœuf et Oiseau qu'il revient de sauver la Vallée.

## Épisodes 11/12: L'Art d'Esquiver / L'Art de voir dans le Noir
- Réalisé par : Aidan Harte
- Basé sur l'idée originale de : Olivier Poirette
- Date : 14 juillet 2007 (Australie), 14 janvier 2007 (Canada)

- L'Art d'Esquiver - Skunk casse accidentellement une vieille lanterne et accuse les Singes Ninjas. Mais bientôt, tout le monde les accuse de tous leurs problèmes. Quand Skunk les prévient d'une invasion de Singes Ninjas, plus personne ne le croit..
- L'Art de voir dans le noir  - Skunk veut rejoindre Lapin durant sa patrouille nocturne. Mais Lapin ne veut pas de son aide et invente l'histoire de Maître Coq qui hante la forêt les nuits de pleine lune pour le faire fuir. Pour se venger, Skunk décide de faire peur à Lapin avec l'aide de Tigre et tous deux enfilent un costume de Maïtre Coq. Lapin prend peur et s'enfuit mais les Singes Ninjas attaquent la Vallée qui se retrouve sans défense.

## Épisodes 13/14: L'Art du Fou Rire / L'Art de la Vengeance
- Réalisé par : J. Falconer
- Basé sur l'idée originale de : Olivier Poirette
- Date : 15 juillet 2007 (Australie), 15 janvier 2007 (Canada)

- L'Art du Fou Rire - Skunk a un fou rire et ne peut plus l'arrêter. Cela devient très gênant lorsque Panda part en mission d'espionnage avec lui.
- L'Art de la vengeance  -Skunk a gagné un gâteau de thé vert mais un Singe Ninja le piétine. Skunk fait vœu de vengeance et part avec Lapin pour retrouver ce singe.

## Épisodes 15/16: L'Art de la Responsabilité / L'Art de se retrouver coincé
- Réalisé par : Danny Cappozzi
- Basé sur l'idée originale de : Olivier Poirette
- Date : 16 juillet 2007 (Australie), 16 janvier 2007 (Canada)

- L'Art de la Responsabilité  - Skunk devient ami avec une luciole prénommé Clignot et demande à Panda s'il peut la garder comme animal de compagnie. Il accepte et Skunk apprend à être responsable.
- L'Art de se retrouver coincé -Skunk prend le masque d'entraînement de Lapin constitué d'une noix de coco où est dessiné une tête de Singe Ninja. Mais il se retrouve coincé avec le masque sur sa figure. Avant qu'il puisse avertir quelqu'un, il est enrôlé dans l'armée de Babouin et se retrouve en face-à-face avec Dragon.

## Épisodes 17/18: L'Art de l'Endurance / L'Art de contrôler les rêves
- Réalisé par : Alex Bulkley
- Basé sur l'idée originale de : Corey Campodonico
- Date : 19 août 2007 (Australie), 19 juin 2007 (Canada)

- L'Art de l'Endurance  - Durant son entraînement consacré à l'endurance, Panda place un œuf entre les jambes de Skunk et doit le maintenir sans le casser jusqu'à son retour. Mais celui-ci est enlevé, Skunk est déterminé à s'accrocher à l'œuf coûte que coûte, ce qui rend la mission de sauvetage très difficile.
- L'Art de contrôler les rêves  - Skunk fait des cauchemars récurrents. Il s'avère que ses rêves sont contrôlés par Dragon et ses Singes Ninjas. Panda apprend à Skunk l'art de contrôler les rêves pour faire cesser les cauchemars.

## Épisodes 19/20: L'Art de la Patience / L'Art de surveiller Tortue
- Réalisé par : Frederick Stroppel
- Basé sur l'idée originale de : Olivier Poirette
- Date : 20 août 2007 (Australie), 20 juin 2007 (Canada)

- L'Art de la Patience  - Panda teste Skunk avec le truc de la "pierre dans la patte"(Skunk doit prendre un galet des mains de Panda avant qu'il ne les ferme). Skunk n'y arrive pas et est frustré. Il part en forêt et rencontre Renarde. Quand celle-ci est capturé par Babouin, elle apprend à Skunk l'art de la patience...
- L'Art de surveiller Tortue  - Skunk est forcé de surveiller Tortue un jour de neige. Mais Babouin et les Singes Ninjas cherchent à s'emparer de sa coquille...

## Épisodes 21/22: L'Art du gag / L'Art de Voler
- Réalisé par : Frederick Stroppel
- Basé sur l'idée originale de : Olivier Poirette
- Date : 24 août 2007 (Australie), 24 juin 2007 (Canada)

- L'Art du Gag  - Impressionné par l'humour de Tortue, Skunk décide de devenir comédien. Son style comique se révèle très utile lors d'une mission avec Lapin et Renarde contre les Singes Ninjas...
- L'Art de Voler  - Skunk et Lapin vole un joyau très précieux à Dragon. Ils cherchent à l'utiliser pour la Vallée mais Dragon cherche à tout prix à le récupérer...

## Épisodes 23/24: L'Art de la Chance / L'Art de la Castagnette
- Réalisé par : Frederick Stroppel
- Basé sur l'idée originale de : Tapaas Chakravarti
- Date : 25 août 2007 (Australie), 25 juin 2007 (Canada)

- L'Art de la Chance  - Dragon donne à Babouin le pouvoir de porter la poisse à la personne qu'il touche. Sa cible : Panda. Mais Skunk reçoit ce pouvoir par erreur et l'utilise en semant le chaos au départ dans la vallée puis dans la montagne de Dragon.
- L'Art de la Castagnette  - Skunk a perdu son titre de champion au jeu de la castagnette. Il part avec Tigre chercher un marron extrêmement dur pour retrouver son titre mais cette mission s'avère plus difficile qu'il n'y paraît...

## Épisodes 25/26: L'Art d'être englué / L'Art de la Rivalité
- Réalisé par : Fred Stroppel
- Basé sur l'idée originale de : Tapaas Chakravarti
- Date : 29 août 2007 (Australie), 29 juin 2007 (Canada)

- L'Art d'être englué  -Lapin conduit une mission pour capturer des Singes Ninjas à l'aide de pièges fait avec de la sève d'arbre, mais Skunk et ses amis ne peuvent résister à l'envie de jouer avec. Ils se retrouvent tous englués dans ce qui se révèle être du miel...
- L'Art de la Rivalité  -Lapin en a marre des cours de Panda et décide de lancer sa propre école de kung fu, où il distribue des ceintures de couleurs. Skunk se retrouve face à un dilemme et décide de rejoindre secrètement l'école de Lapin.

## Épisodes 27/28: L'Art d'être lourd / L'Art d'échanger son destin
- Réalisé par : Vamberto Maduro
- Basé sur l'idée originale de : Tapaas Chakravarti
- Date : 30 août 2007 (Australie), 30 juin 2007 (Canada)

- L'Art d'être lourd  - Panda tente d'enseigner à Skunk un mouvement qui lui permettra de devenir très lourd.
- L'Art d'échanger son destin  - Fatigué de toutes les tâches qu'incombe son destin, Skunk échange le sien avec celui de Bestiole. Mais bientôt, il s'ennuie et Bestiole se révèle être un piètre combattant...

## Épisodes 29/30: L'Art de voir les yeux bandés / L'Art de se débarrasser des singes
- Réalisé par : Mélanie Anne
- Basé sur l'idée originale de : Erwan Le Gall
- Date : 4 septembre 2007 (Australie), 5 juillet 2007 (Canada)

- L'Art de voir les yeux bandés - Panda apprend à Skunk comment voir les yeux bandés, ce que Skunk trouve stupide. Jusqu'à ce qu'il se retrouve coincé dans un tunnel avec des Singes Ninjas.
- L'Art de se débarrasser des singes - Après une nouvelle défaite, Babouin rejette la faute sur les Singes Ninjas et les excluent de son armée. Ils envahissent la Vallée et perturbent le quotidien de ses habitants, notamment Bœuf et Oiseau. Skunk cherche une solution pour que Babouin les réintègre.

## Épisodes 31/32: L'Art de la Respiration / L'Art de la cérémonie du thé
- Réalisé par : Terry Tompkins
- Basé sur l'idée originale de : Steven d'Angelo
- Date : 5 décembre 2007

- L'Art de la Respiration - Panda emmène Skunk s'entraîner avec Mr Poisson à l'art du No Lung Fu ou combat sous l'eau.
- L'Art de la cérémonie du thé - Skunk, Bœuf, Oiseau et Cochon essaie d'imiter la cérémonie du thé des anciens, croyant que ce thé donne de grands pouvoirs...

## Épisodes 33/34: L'Art de manier l'éventail / L'Art de la Dim Sum Fu
- Réalisé par : Frederick Stroppel
- Basé sur l'idée originale de : Stéphane Juffé
- Date : 6 décembre 2007

- L'Art de manier l'éventail - Skunk part s'entraîner à manier l'éventail avec Renarde, Grue et Canne.
- L'Art de la Dim Sum Fu - Skunk s'entraîne avec Canne à l'Art de la Dim Sum Fu (cuisine). Mais les Singes Ninjas mangent tous leurs plats et grossissent jusqu'à ne plus pouvoir combattre...

## Épisodes 35/36: L'Art de l'Attitude / L'Art des petites victoires
- Réalisé par : Fred Stroppel
- Basé sur l'idée originale de : Olivier Poirette
- Date : 9 décembre 2007

- L'Art de l'Attitude - Lapin enseigne à Skunk comment passer pour un dur.
- L'Art des petites victoires - Skunk est trop gêné d'admettre qu'il joue avec des fourmis en compagnie de Cochon. Mais Babouin attaque la Vallée avec des fourmis rouges et Skunk doit faire un choix : sauver la vallée ou passer pour un bébé aux yeux de Lapin...

## Épisodes 37/38: L'Art de l'espionnage / L'Art d'aimer les singes
- Réalisé par : Fred Stroppel
- Basé sur l'idée originale de : Diane A Crea
- Date : 10 décembre 2007

- L'Art de l'espionnage - Serpent part en mission d'espionnage à la suite du vol du carnet de notes de Tortue. Voulant prouver qu'il peut être un bon espion, Skunk se joint à lui...
- L'Art d'aimer les singes - Babouin déguise un Singe Ninja en femelle sconse afin de capturer Skunk pour l'anniversaire de Dragon. Mais Skunk sauve le "leurre", et l'emmène dans la Vallée. Skunk est très heureux de rencontrer quelqu'un de son espèce mais ses amis se mettent en travers de sa romance.

## Épisodes 39/40: L'Art d'avoir le béguin / L'Art de l'éclair
- Réalisé par : Fred Stroppel
- Basé sur l'idée originale de : Olivier Poirette
- Date : 24 décembre 2007

- L'Art d'avoir le béguin - Lapin convainc Skunk de partir en mission avec lui. Mais il veut en fait seulement récupérer ses poèmes sur Renarde que lui ont volés les Singes Ninjas...
- L'Art de l'éclair - Après avoir arraché un morceau de la fourrure de Babouin, Skunk et Lapin découvre qu'en la frottant, on obtient le pouvoir de lancer des éclairs. Ils ne tardent pas à utiliser ce pouvoir sans se soucier des conséquences...

## Épisodes 41/42: L'Art de l'Initiation / L'Art du Wushu
- Réalisé par : Terry Tompkins
- Basé sur l'idée originale de : Olivier Poirette
- Date : 29 décembre 2007

- L'Art de l'Initiation - Skunk et Cochon sont informés par Tigre, Serpent et Mr.Poisson de l'existence d'une chambre d'initiation qui fait de celui qui l'atteint un vrai guerrier. Tous les 3 déclarent avoir réussi l'initiation, ce qui pousse Skunk et Cochon à l'effectuer à leur tour...
- L'Art du Wushu - Babouin défie les animaux de la Vallée dans un jeu qui prend une proportion inquiétante quand Skunk met en jeu la Vallée elle-même.

## Épisodes 43/44: L'Art de l'influence / L'Art d'être paresseux
- Réalisé par : Frederick Stroppel
- Basé sur l'idée originale de : Diane A Crea
- Date : 31 décembre 2007

- L'Art de l'influence - Dragon rétrécit Babouin à l'aide d'une puissante potion. Ce dernier se fait passer pour la voix intérieure de Skunk, et le pousse à semer le chaos dans la Vallée.
- L'Art d'être paresseux - Skunk fait semblant d'être malade pour éviter d'effectuer les corvées que Panda lui a demandé de faire. Mais la plus grande bataille de l'histoire se prépare et Skunk ne peut y participer car il n'ose pas avouer son mensonge...

## Épisodes 45/46: L'Art d'empester / L'Art du coup sur le nez
- Réalisé par : Fred Stroppel
- Basé sur l'idée originale de : Diane A Crea
- Date : 11 janvier 2008

- L'Art d'empester - Réalisant le pouvoir de l'odeur que Skunk émet quand il a peur, Lapin crée l'équipe de la Puanteur pour en récupérer une partie et l'utiliser comme arme.
- L'Art du coup sur le nez - Après que Babouin ait été banni par Dragon à cause d'une embarrassante défaite contre Skunk, Serpent répand la rumeur selon laquelle celui-ci aurait inventé une nouvelle prise très puissante...

## Épisodes 47/48: L'Art de l'Art / L'Art du cerf-volant
- Réalisé par : Frederick Stroppel
- Basé sur l'idée originale de : Olivier Poirette
- Date : 12 janvier 2008

- L'Art de l'Art - Panda tente d'enseigner l'art à Skunk, mais celui-ci se révèle peu doué. Mais quand Skunk se rend compte que se battre avec les Singes Ninjas lui fait créer de belles sculptures, il tire pleinement parti de cet avantage.
- L'Art du cerf-volant - Skunk veut aider Tortue pour son spectacle de cerf-volant du nouvel an. Mais il se sert des cerfs-volants pour attaquer la muraille de Babouin.

## Épisodes 49/50: L'Art du maître du tournis / L'Art de la Stratégie
- Réalisé par : Frederick Stroppel
- Basé sur l'idée originale de : Olivier Poirette
- Date : 21 février 2008

- L'Art du maître du tournis - Skunk crée une nouvelle figure et se surnomme "Maitre du Tournis". Cette découverte lui fait croire qu'il est invulnérable et pour s'en convaincre, il part voler la barbe de Dragon avec Cochon.
- L'Art de la stratégie - Babouin attaque la Vallée avec un canon. Ne tenant pas compte des ordres de Panda, Lapin se lance dans la construction d'une arme encore plus puissante.

## Épisodes 51/52: L'Art de se rappeler (1 et 2/2)
- Réalisé par : Stéphane Juffé
- Basé sur l'idée originale de : Joe Pearson
- Date : 21 février 2008

- L'Art de se rappeler - Renarde, Lapin et Skunk alerte Canne que Panda a été enlevé par Babouin.